# 三条実憲

幼少時の三条実憲

三条 実憲（さんじょう さねのり、1902年（明治35年）10月29日 - 1924年（大正13年）5月1日）は、日本の華族。三条家33代目当主（公爵）。
三条実美の子息である三条公美を父として生まれる。母は松平慶永の娘・千代子。1914年（大正3年）に公爵に叙せられ、没するまで位にあった。没後は叔父の公輝が家督を相続した。